# 索布拉杜 (派瓦堡)
索布拉杜是葡萄牙阿威罗区的一个堂区。总面积5.33平方公里，总人口2921人，人口密度548人/平方公里。